# Aubrey Cosens
Aubrey Cosens, né le 21 mai 1921 à Latchford (en) en Ontario au Canada et mort le 26 février 1945 près de Uedem en Allemagne, est un soldat canadien. Il est récipiendaire de la Croix de Victoria, la plus haute récompense pour bravoure face à l'ennemi des forces du Commonwealth.

## Biographie
Aubrey Cosens est né le 21 mai 1921 à Latchford (en) en Ontario. À l'âge de 17 ans, il a commencé à travailler pour le chemin de fer de Temiskaming et du Nord de l'Ontario.
En 1940, il s'enrôla avec The Argyll and Sutherland Highlanders of Canada en tant que soldat. Par la suite, il a été transféré aux Queen's Own Rifles of Canada en tant que caporal. Il a été promu sergent alors qu'il servait au sein des renforts lors du Jour J en Normandie en France.
Dans la nuit du 25 au 26 février 1945 à Mooshof près de Uedem en Allemagne, les compagnies B et D des Queen’s Own Rifles of Canada menèrent une série d'attaques contre des positions renforcées allemandes. Durant la bataille, le commandant du peloton d'Aubrey Cosens a été tué et le peloton connut de nombreuses pertes. Le sergent Cosens a pris le commandement des quatre survivants de son peloton et leur a ordonné de lui fournir un tir de couverture. Partant à la course, seul, vers un char d'assaut isolé, il a pris une position à découvert en face de la tourelle et a dirigé le feu du char. Lorsqu'une autre contre-attaque a été repoussée, il a ordonné au char d'assaut d'enfoncer quelques bâtiments de ferme dans lesquelles les attaquants allemands s'étaient réfugiés. Il y est allé seul, tuant 22 des défendeurs et prenant le reste comme prisonniers. Par la suite, il fait de même pour les occupants de deux autres bâtiments. Il est malheureusement tué par un tireur embusqué lorsqu'il est revenu pour faire un rapport aux officiers supérieurs.

## Héritage

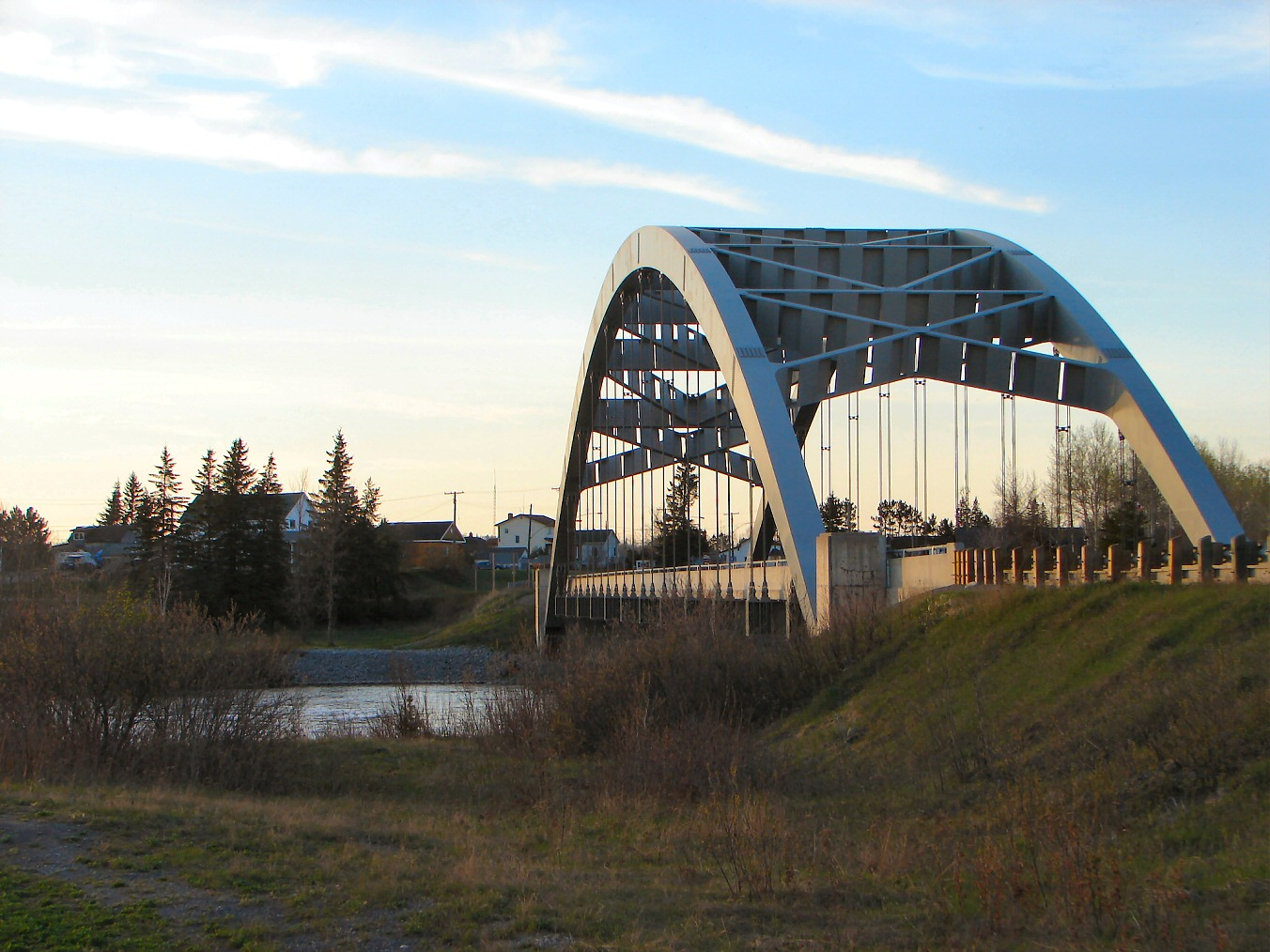
Le pont commémoratif Sgt. Aubrey Cosens VC

Un pont est nommé en son honneur à Latchford (en) en Ontario.

## Annexe